# Rumjantsevo (distrikt)
Rumjantsevo (bulgariska: Румянцево) är ett distrikt i Bulgarien.   Det ligger i kommunen Obsjtina Lukovit och regionen Lovetj, i den centrala delen av landet, 80 km nordost om huvudstaden Sofia.
Omgivningarna runt Rumjantsevo är en mosaik av jordbruksmark och naturlig växtlighet. Runt Rumjantsevo är det ganska glesbefolkat, med 38 invånare per kvadratkilometer.